# Dyer Brook
Dyer Brook es un pueblo ubicado en el condado de Aroostook en el estado estadounidense de Maine. En el Censo de 2010 tenía una población de 213 habitantes y una densidad poblacional de 2,13 personas por km².

## Geografía
Dyer Brook se encuentra ubicado en las coordenadas 46°5′32″N 68°14′59″O / 46.09222, -68.24972. Según la Oficina del Censo de los Estados Unidos, Dyer Brook tiene una superficie total de 99.77 km², de la cual 99.74 km² corresponden a tierra firme y (0.03%) 0.03 km² es agua.

## Demografía
Según el censo de 2010, había 213 personas residiendo en Dyer Brook. La densidad de población era de 2,13 hab./km². De los 213 habitantes, Dyer Brook estaba compuesto por un 98.12% de blancos, un 0.47% de afroamericanos y un 1.41% de amerindios.